# سحلية شامخة
سحلية شامخة (الاسم العلمي: Aepisaurus)، جنس منقرض من الديناصوريات الصوروبودا من العصر الطباشيري المبكر من فترة الألبي، في فرنسا، منذ حوالي 100 مليون سنة. إنه جنس غامض غير معروف الفصيلة، ممثل بمستحاثة عظمية واحدة.